# Rhinanthus mediterraneus
La cresta di gallo mediterranea (nome scientifico Rhinanthus mediterraneus Adamović, 1913) è una pianta erbacea dai delicati fiori gialli, appartenente alla famiglia delle Orobanchaceae.

## Etimologia
Il nome del genere (Rhinanthus) è stato assegnato dal biologo e scrittore svedese Carl von Linné (Rashult, 23 maggio 1707 – Uppsala, 10 gennaio 1778) nel 1737, accostando due termini greci: rhin o rhinòs (= naso) e ànthos (= fiore) e fa riferimento alla particolare forma del fiore (fiore nasuto). Il nome comune (cresta di gallo mediterranea) fa riferimento ad una certa somiglianza che il fiore presenta con la testa del gallo, in particolare le brattee seghettate ricordano la cresta del pennuto; mentre L'epiteto specifico mediterraneus (= del Mediterraneo) fa riferimento all'areale tipico di questa pianta.
Il binomio scientifico di questa pianta è stato proposto dal botanico slavo Lujo Adamović (31 luglio 1864 in Rovinj; 19 giugno 1935 in Dubrovnik) nella pubblicazione "Rad Jugoslavenska Akademija Nauke i Umetnosti. cxcv. 63 (1913)" del 11913

## Descrizione
L'altezza media di queste piante varia da 20 a 50 cm. La forma biologica è terofita scaposa (T scap), sono piante erbacee che differiscono dalle altre forme biologiche poiché, essendo annuali, superano la stagione avversa sotto forma di seme, sono inoltre munite di asse fiorale eretto con poche foglie. Sono inoltre piante semiparassite (ossia contengono ancora clorofilla) e sono provviste di uno o più austori connessi alle radici ospiti per ricavare sostanze nutritive.

### Radici
Le radici sono tipo fittone.

### Fusto
La parte aerea del fusto è eretta e variamente ramosa. Alla base può essere ginocchiata e la superficie può essere percorsa da strie scure più o meno pubescenti.

### Foglie
La forma delle foglie varia da lanceolata a ovata oppure sono quasi lineari con margini dentati (quasi seghettati); sono sessili e lungo il fusto sono disposte in modo opposto. Dimensioni medie delle foglie tipo lanceolato: larghezza 7 – 15 mm; lunghezza 20 – 40 mm. Dimensioni medie delle foglie tipo ovato: larghezza 15 mm; lunghezza 25 mm. Dimensioni medie delle foglie tipo lineare: larghezza 3 mm; lunghezza 24 mm.

### Infiorescenza
L'infiorescenza si presenta come un racemo terminale “spiciforme” (con fiori sessili o con brevissimi peduncoli), foglioso con grandi brattee pubescenti (quasi tomentose) a forma ovale-triangolare. Il margine delle brattee è percorso da una serie di denti acuti (a volte aristati) tipo sega; le brattee sono inoltre più lunghe del calice del rispettivo fiore. I denti sono lunghi fino a 5 mm e quelli inferiori sono più lunghi di quelli superiori. I fiori all'antesi sono contigui, mentre alla fruttificazione quelli inferiori sono più spaziati. Lunghezza del peduncolo: 1 – 2 mm. Lunghezza delle brattee: 10 – 20 mm. Lunghezza dei denti inferiori: 5 – 8 mm.

### Fiore
I fiori sono ermafroditi, zigomorfi (del tipo bilabiato), con quattro verticilli (calice – corolla - androceo – gineceo) e pentameri (la corolla è a 5 parti). Lunghezza totale del fiore: 18 – 20 mm.
- Formula fiorale: per questa pianta viene indicata la seguente formula fiorale:

X, K (4), [C (2+3), A 2+2], G (2), (supero), capsula
- Calice: il calice è gamosepalo, a quattro parti ravvicinate terminanti con dei denti; la superficie è pubescente (quasi tomentosa); il calice ha una forma ovale allargata ma compresso ai lati. Dimensione del calice: larghezza 6 mm; lunghezza 7 – 8 mm. Lunghezza dei denti: 2 mm.
- Corolla: la corolla è simpetala, di colore giallo chiaro, e consiste in un tubo cilindrico terminante in un lembo bilabiato; dei due labbri quello inferiore (che è più corto) è trilobato, mentre quello superiore assume la forma di un caschetto schiacciato ai lati; all'estremità apicale è presente un naso violaceo conico lungo 1,3 - 2,5 mm. Le fauci (la zona di separazione tra il labbro superiore e quello inferiore) in questa specie sono abbastanza chiuse (corolla di tipo “cleistolema” - vedi immagine più sotto). Dimensione della corolla : 18 – 20 mm.
- Androceo: l'androceo possiede quattro stami didinami (due grandi e due piccoli), quelli grandi sono posizionati sotto il caschetto della corolla e sono più dritti. Le antere sono disposte trasversalmente e hanno la superficie vellutata; sono provviste di due logge più o meno uguali. Le sacche polliniche hanno l'estremità inferiore a forma di freccia.[8]
- Gineceo: l'ovario è supero formato da due carpelli (è quindi biloculare, derivato dai due carpelli iniziali), ma con pochi ovuli) ed ha una forma schiacciata; lo stilo è del tipo filiforme e leggermente curvo; lo stigma è capitato del tipo bilobo.
- Fioritura: da (maggio) giugno a settembre.

### Frutti
Il frutto è contenuto nel calice (persistente e accrescente) ed ha la struttura di una capsula mucronata a deiscenza variabile e con superficie glabra. La forma è arrotondata ma appiattita ai lati. Nel suo interno sono presenti delle logge che si aprono tramite due valve. Nelle logge sono contenuti i semi reniformi provvisti di endosperma, abbastanza grandi ma compressi quasi discoidali e circondati da un'ala traslucida. Diametro dei semi: 3 – 4 mm.

## Riproduzione
- Impollinazione: l'impollinazione avviene tramite insetti (impollinazione entomogama).
- Riproduzione: la fecondazione avviene fondamentalmente tramite l'impollinazione dei fiori (vedi sopra).
- Dispersione: i semi cadendo a terra sono successivamente dispersi soprattutto da insetti tipo formiche (disseminazione mirmecoria).

In queste piante il semiparassitismo è tale per cui anche i semi per germogliare hanno bisogno della presenza delle radici della pianta ospite; altrimenti le giovani piantine sono destinate ad una precoce degenerazione.

## Distribuzione e habitat

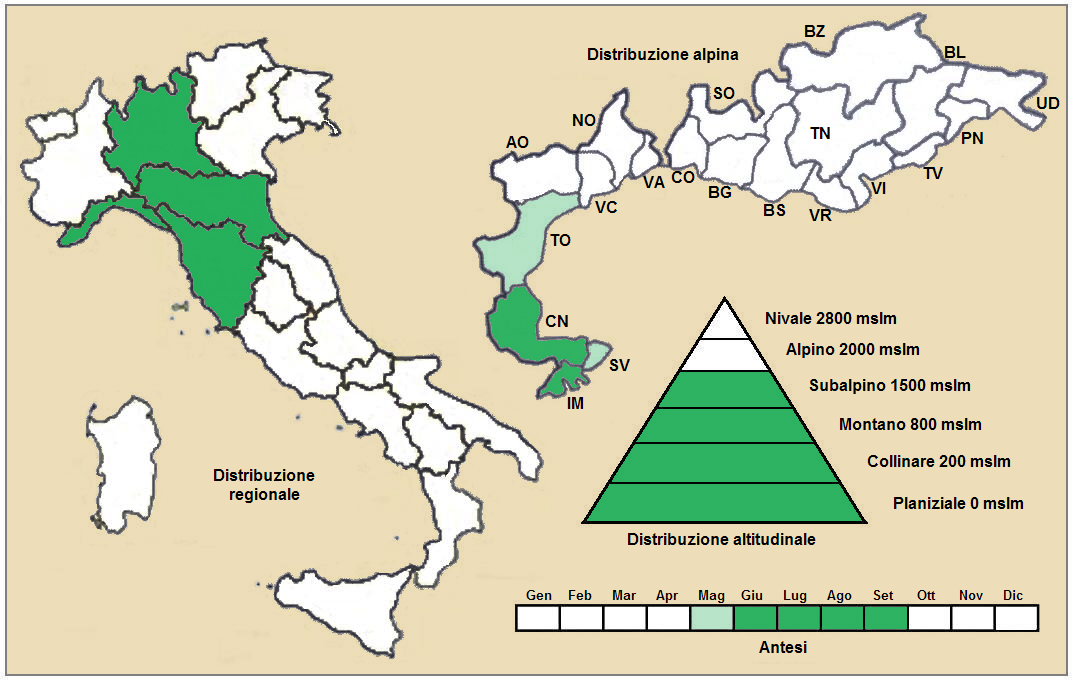
Distribuzione della pianta
(Distribuzione regionale – Distribuzione alpina)

- Geoelemento: il tipo corologico (area di origine) è Euri-Mediterraneo (settentrionale).
- Distribuzione: in Italia questa specie è presente al Nord-Ovest (è considerata rara). Fuori dall'Italia, sempre nelle Alpi, questa specie si trova in Francia (dipartimenti delle Alpes-Maritimes), mentre sugli altri rilievi europei collegati alle Alpi si trova nel Massiccio Centrale e Pirenei.[11] Nel resto dell'Europa questa specie è presente soprattutto nell'areale mediterraneo dalla Spagna alla Grecia.[12]

- Habitat:l'habitat tipico per questa specie sono i prati aridi, anche rocciosi. Il substrato preferito è calcareo ma anche siliceo con pH basico, medi valori nutrizionali del terreno che deve essere mediamente umido.[11]
- Distribuzione altitudinale: sui rilievi queste piante si possono trovare fino a 1800 m s.l.m.; frequentano quindi i seguenti piani vegetazionali: collinare, montano e subalpino (oltre a quello planiziale – a livello del mare).

### Fitosociologia
Dal punto di vista fitosociologico Rhinanthus mediterraneus appartiene alla seguente comunità vegetale:
Formazione: delle comunità delle macro- e megaforbie terrestri
Classe: Molinio-Arrhenatheretea
Ordine: Arrhenatheretalia elatioris

## Tassonomia
La famiglia di appartenenza della specie (Orobanchaceae) comprende soprattutto piante erbacee perenni e annuali semiparassite (ossia contengono ancora clorofilla a parte qualche genere completamente parassita) con uno o più austori connessi alle radici ospiti. È una famiglia abbastanza numerosa con circa 60 - 90 generi e oltre 1700 - 2000 specie (il numero dei generi e delle specie dipende dai vari metodi di classificazione) distribuiti in tutti i continenti. Il genere Rhinanthus comprende circa 30-40 specie distribuite in Europa, Asia settentrionale e Nord America, con la maggiore diversità di specie (circa 30 specie) in Europa, di cui almeno 17 sono presenti nella flora spontanea italiana.
In alcune checklist questa pianta è chiamata: Rhinanthus pumilus (Sterneck) Soldano, 1886.
- Basionimo: per questa specie il basionimo è: Alectorolophus mediterraneus Sterneck (famiglia Scrophulariaceae).[12]

### Filogenesi
La classificazione tassonomica del Rhinanthus mediterraneus è in via di definizione in quanto fino a poco tempo fa il suo genere apparteneva alla famiglia delle Scrophulariaceae (secondo la classificazione ormai classica di Cronquist), mentre ora con i nuovi sistemi di classificazione filogenetica (classificazione APG) è stata assegnata alla famiglia delle Orobanchaceae; anche i livelli superiori sono cambiati (vedi box tassonomico in alto a destra).

### Variabilità

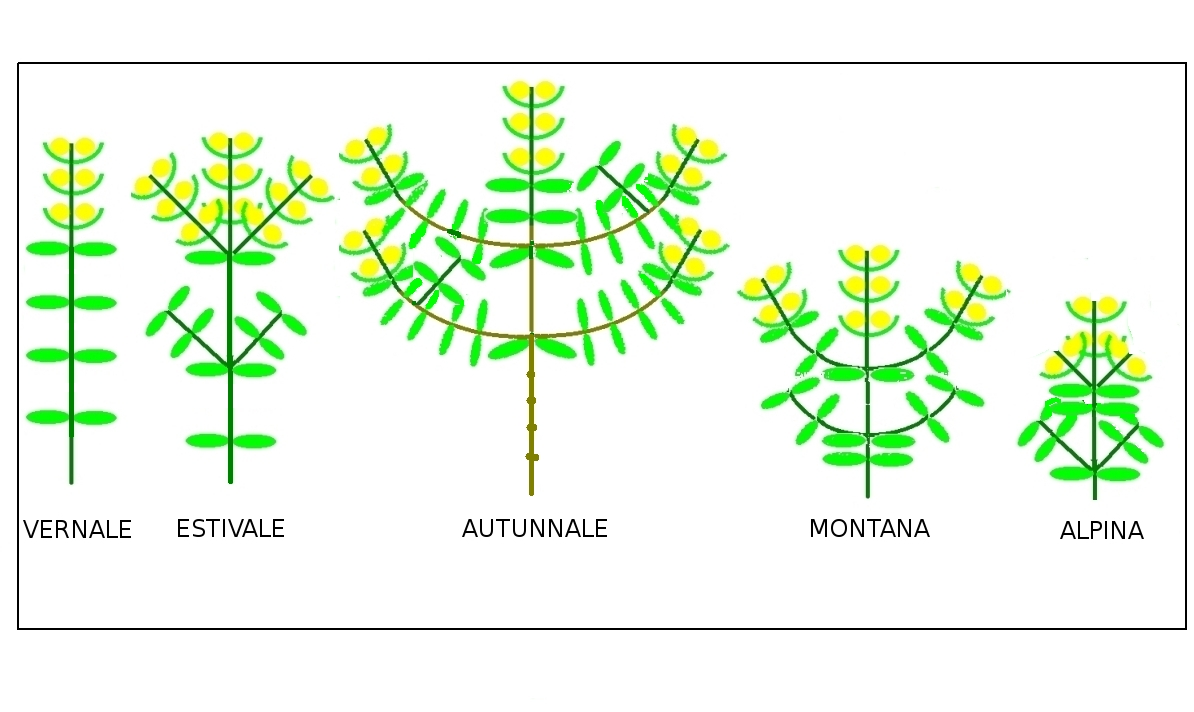
Polimorfismo stagionale

Rhinanthus viene considerato uno dei generi più polimorfi delle dicotiledoni. Spesso nelRhinanthus mediterraneus si presenta il fenomeno del polimorfismo stagionale (vedi figura a lato e spiegazione seguente):
- vernale (o fioritura precoce - primaverile): le piante si presentano slanciate con fusti elevati ma poco ramosi (brevi e sterili); tutte le foglie sono presenti alla fioritura; gli internodi sono più lunghi delle foglie corrispondenti; le foglie intercalari (appena sotto l'infiorescenza) sono assenti;
- estivale (fioritura estiva): i fusti sono elevati e si ha un progressivo addensamento dei rami e delle foglie (2 - 4 paia di rami fioriferi); tutte le foglie sono presenti alla fioritura; gli internodi sono più lunghi delle foglie corrispondenti; le foglie intercalari (appena sotto l'infiorescenza) sono assenti (o 1 - 2 paia);
- autunnale (fioritura tradiva): i fusti sono elevati con numerosi rami fioriferi a portamento arcuato-ascendente; le foglie inferiori sono scomparse alla fioritura; gli internodi sono più corti delle foglie corrispondenti; le foglie intercalari sono numerose;
- "monomorfa" (forma tipicamente montana dove la stagione della fioritura - solo quella estiva - è più breve): con fusti bassi a portamento contratto con pochi rami; le foglie sono tutte presenti alla fioritura; gli internodi sono più corti delle foglie corrispondenti; le foglie intercalari (appena sotto l'infiorescenza) sono assenti (o 1 - 2 paia); la distribuzione è soprattutto nella fascia subalpina;
- alpina (fioritura strettamente estiva): con fusti nani, molto contratti, pochi e brevi rami spesso sterili; tutte le foglie sono presenti alla fioritura; gli internodi sono più corti delle foglie corrispondenti; le foglie intercalari sono numerose; la distribuzione è soprattutto nella fascia alpina.

Questo fenomeno può essere almeno in parte spiegato con la falciatura dei prati fatta in primavera e/o in autunno favorendo così una selezione di ecotipi precoci o tardivi.
Per questa specie sono descritte le seguenti forme stagionali:
- Rhinanthus mediterraneus fo. mediterraneus (estivale).
- Rhinanthus mediterraneus fo. arvernensis Chab. (autunnale).
- Rhinanthus mediterraneus fo. behrendsenii Sterneck (monomorfa montana).
- Rhinanthus mediterraneus fo. pumilus Sterneck (alpina).

Per questa specie sono descritte le seguenti sottospecie:
- Rhinanthus mediterraneus subsp. mediterraneus
- Rhinanthus mediterraneus subsp. pumilus (Sterneck) P. Fourn.

Rhinanthus mediterraneus è a capo del Gruppo di Rhinanthus mediterraneus. Si tratta di un gruppo di specie molto simili tra di loro le cui caratteristiche principali sono: la corolla ha un naso allungato; le brattee (pubescenti) possiedono denti profondi (fino a 8 mm) scarsamente aristati; il calice è pubescente (quasi tomentoso). Il gruppo si compone delle seguenti specie:
- Rhinanthus mediterraneus: la pubescenza è formata da soli peli semplici.
- Rhinanthus burnatii (Chabert) Soó: la pubescenza è formata da peli semplici e ghiandolari.

Un gruppo simile è Gruppo di Rhinanthus serotinus. Quest'ultimo si distingue per i denti delle foglie più brevi, quasi crenulati.

### Sinonimi
Questa entità ha avuto nel tempo diverse nomenclature. L'elenco seguente indica alcuni tra i sinonimi più frequenti:
- Alectorolophus arvernensis (Chabert) Sterneck
- Alectorolophus behrendsenii  Behrendsen
- Alectorolophus diminutus  Sterneck
- Alectorolophus mediterraneus  Sterneck
- Alectorolophus pumilus Sterneck
- Rhinanthus behrendsenii (Sterneck) Kunz
- Rhinanthus pumilus (Sterneck) Soldano, 1886
- Rhinanthus ramosus  Schur
- Rhinanthus ramosus var. arvernensis  Chabert

## Altre notizie
La cresta di gallo mediterranea in altre lingue è chiamata nei seguenti modi:
- (DE)  Niedriger Klappertopf
- (FR)  Rhinanthe nain